# Guilford (Missouri)
Guilford  è un comune degli Stati Uniti d'America, nella contea di Nodaway, nello Stato del Missouri.

## Geografia fisica
Secondo lo United States Census Bureau, il villaggio ha una superficie totale di 0,23 km² (0,09 mi²).

## Storia
Guilford è stata fondata nel 1856.

## Popolazione
Al censimento del 2010, la città contava 85 abitanti.